# 2008年澳洲兒童裸照風波
澳大利亚兒童裸照風波是指2008年5月起澳大利亚牽起的兒童裸照爭議，事件中一位母親替當時六歲的女兒拍下裸照，5年後在澳大利亚一場藝術攝影展中展出，照片以藝術手法展示女童裸體，當中只能看見臀部及乳頭，未有展示女童性器官，但照片旋即被警方查封，主辦單位被調查是否涉及兒童色情。期後舉辦藝展的藝術雜誌《Arts Monthly》在封面刊登裸照，抗議審查制度。
事件在澳大利亚引起連串爭議。澳大利亚總理陸克文形容難以接受這批照片，多個兒童保護組織亦批評這是兒童色情，但案中女童（當年12歲）對自己的照片被指為淫褻感到「極為冒犯」。　

## 沿起
2008年5月22日，澳大利亚攝影師Bill Henson準備在新南威爾斯州一間藝廊舉行攝影展，警方事前收到8人投訴指邀請函上有兒童裸照，攝影展被迫取消。。同日，當地報章一名專欄作家Miranda Devine在報上嚴厲批評照片內容，引起民間關注。警方在查封照片時發現更多兒童裸照，並尋求指引了解照片有否違反當地的兒童保護條例。
在此事前一星期，一批學生為迎接教育週的活動，原定在首都坎培拉舉行一場展覽，當中會展出由學生繪畫的兒童裸體掃描，被舉行展覽的商場要求移走有關照片。
5月23日，警方公布查封了數張照片，並正考慮控告相關人士發放淫褻（indecent）物品。這批照片在涉事的藝廊Roslyn Oxley9的網頁上移除。但《世紀報》在5月25日刊登該報道時，在無打码情況下繼續公開部分照片。
事件擾釀至6月5日，當地政府宣布不會作出檢控，當天澳大利亚國家藝廊前總監Betty Churcher表示對政府的決定不覺得驚訝，因為把這種個案訴諸法庭是相當荒謬，「法庭不是決定甚麼叫藝術的地方」。
有關爭議在7月再起波瀾，主辦該攝影展的雜誌《Arts Monthly》在封面刊登一幅兒童裸照抗議審查制度。該照片的主角是現年11歲的女孩Olympia Nelson，6歲時由母親拍下該照片。
澳大利亚總理陸克文谴責這批照片，「老實說我不能忍受這種東西」。多個兒童保護組織亦批評，這是兒童色情。
然而，案中女童批評陸克文的說法對她「極為冒犯」，「這些由我母親拍下的照片，扯不上侵犯（兒童），我覺得裸體也可以是藝術一部分。」其父親Robert Nelson本身為藝術系教授，亦是藝術評論家，他亦強烈不滿外界指女兒拍攝淫褻照片的指控。